# Andreas Staier
Andreas Staier (Gottinga, 13 settembre 1955) è un pianista e clavicembalista tedesco.

## Biografia
Staier ha studiato pianoforte e clavicembalo alla Hochschule für Musik di Hannover, avendo come insegnanti Kurt Bauer e Erika Haase per il pianoforte e Lajos Rovatkay per il clavicembalo, nonché ad Amsterdam. Dal 1983 al 1986 è stato il solista di clavicembalo nell'ensemble Musica Antiqua Köln. Dal 1986 è concertista di fortepiano, accompagnatore per Lieder e solista di pianoforte con l'ensemble Les Adieux. Tra il 1987 e il 1996 è stato docente di cembalo presso la Schola Cantorum Basiliensis di Basilea.
Ha partecipato da solista a numerosi concerti con il Concerto Köln, con la Freiburg Barockorchester, con l'Akademie für Alte Musik di Berlino, e con l'Orchestre des Champs-Elysées di Parigi.
Staier ha registrato molte opere di compositori che vanno soprattutto dal periodo barocco al primo romanticismo. I suoi meriti artistici sono stati riconosciuti nel 2002 col Preis der deutschen Schallplattenkritik (premio della critica musicale tedesca) e nel 2008 con il Prätorius Musikpreis della Bassa Sassonia.